# 格努舍市镇
格努舍市镇（瑞典語：Gnosjö kommun）是瑞典南部延雪平省的一个市镇。其治所位于格努舍。